# 乌戈·莫拉莱斯
乌戈·莫拉莱斯（西班牙語：Hugo Morales，1974年7月30日—），阿根廷男子足球运动员，司职中场。他曾代表阿根廷国奥队参加1996年夏季奥林匹克运动会足球比赛，获得一枚银牌。